# Hans Rott

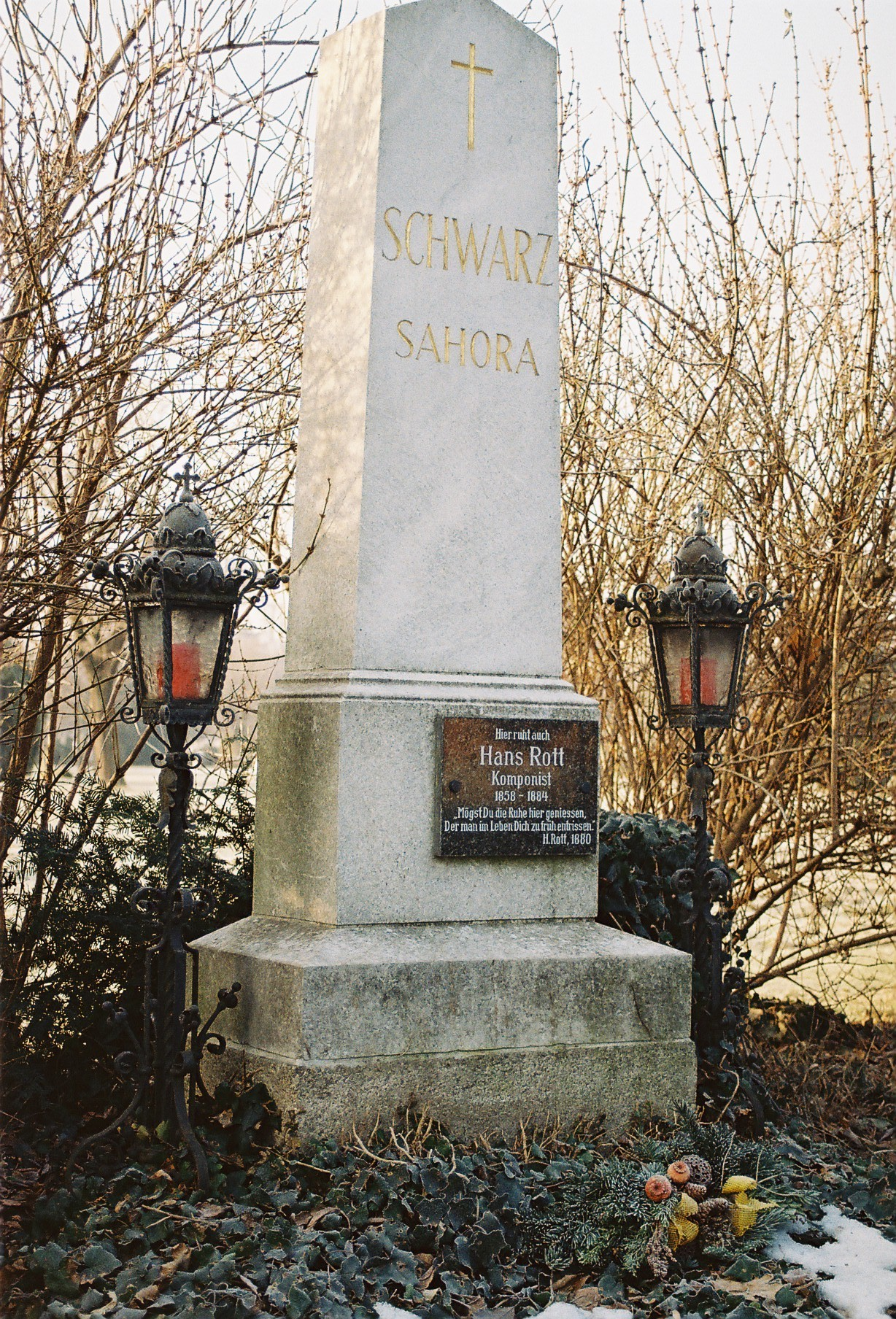
Tumba en el cementerio de Viena

Hans Rott (Braunhirschengrund, actual Viena, Imperio austrohúngaro; 1 de agosto de 1858 - 25 de junio de 1884) fue un compositor y organista austríaco. Compañero de estudios de Gustav Mahler y Hugo Wolf y alumno de Anton Bruckner, su prematura muerte truncó una prometedora carrera como compositor. 

## Vida
Rott nació en Braunhirschengrund, un suburbio de Viena. Su madre Maria Rosalia (1840 - 1872, de soltera Lutz) fue actriz y cantante. Su padre Carl Mathias Rott (apellido de nacimiento, Roth, nacido en 1807, casado en 1862), era un actor cómico famoso en Viena, que en 1874 quedó lisiado por un accidente en el escenario y falleció dos años después.

### Estudios
La madre de Rott también murió siendo él estudiante, lo que le dejó en una apurada situación económica que pudo interrumpir sus estudios. Sin embargo, el Conservatorio de Viena le eximió de pagar las tasas. Mientras estudiaba, compartió brevemente alojamiento con Gustav Mahler y Rudolf Krzyzanowsky. Estudió piano con L. Landskron, armonía con H. Graedener, contrapunto y composición (al igual que Mahler) con F. Krenn.
Además, estudió órgano con Anton Bruckner, comenzando en 1874 y graduándose con honores en 1877. Bruckner reconoció a Rott como un muy buen intérprete de Bach, e incluso como un maravilloso improvisador (un alto elogio, puesto que el propio Bruckner fue un gran improvisador). Rott no tardó en recibir la influencia de la música de Richard Wagner y asistió a la primera edición del Festival de Bayreuth en 1876.

### Composiciones
Durante este tiempo, Rott trabajó como organista en la iglesia pietista Maria Treu de Viena. En su último año de estudiante, 1878, Rott presentó el primer movimiento de su Sinfonía en mi mayor a un concurso de composición. Los miembros del jurado -a excepción de Anton Bruckner- se burlaron del trabajo. Después de terminar la sinfonía en 1880, Rott la presentó a Johannes Brahms y a Hans Richter con la intención de que la interpretasen. Sus esfuerzos fallaron. A Brahms no le gustó que Bruckner hubiese ejercido gran influencia entre los estudiantes del Conservatorio e incluso dijo a Rott que no tenía ninguna clase de talento y que debía abandonar la música. 

### Últimos años
Hans Rott fue internado en un hospital psiquiátrico a los 21 años, en 1881, después de poner alarmar a los viajeros de un tren al grito de: "¡Brahms ha llenado de dinamita el tren!". A pesar de experimentar una breve recuperación, se hundió en una depresión. Su diagnóstico: «Locura alucinatoria, manía persecutoria obsesiva». Después de varios intentos de suicidio, falleció de tuberculosis en 1884, con tan sólo 25 años.
Bruckner acudió a su entierro en el Zentralfriedhof de Viena.

## Legado
Algunos años más tarde, Gustav Mahler declaraba acerca de su compañero y amigo:

un músico de genio [...] que murió sin el reconocimiento deseado en el mismo umbral de su carrera. Lo que la música ha perdido con él es inconmensurable: su genio se elevaba a tal altura, ya en esa primera sinfonía que escribió con apenas 20 años, no exagero al decir que él fue el fundador de la Nueva Sinfonía, tal y como yo la entiendo. Pero lo que quería no llegó a conseguirlo plenamente. Es como si alguien lanzase un objeto con todas sus fuerzas, pero por ser poco hábil no alcanzase plenamente su objetivo. Pero yo sé a dónde quería llegar. En efecto, Rott se encuentra tan próximo de aquello que me resulta más personal e íntimo que ambos somos frutos del mismo árbol, nacidos del mismo suelo, nutridos por el mismo aire. Hubiera podido aprender mucho de él y, quizá, hubiéramos explotado los dos a fondo el contenido de esta nueva época que está en vías de brotar para la música.

Gracias a los amigos de Rott, algunos de sus manuscritos musicales han sobrevivido en la sección musical de la Biblioteca Nacional de Viena. Entre ellos destaca la Sinfonía en mi mayor, cuyo estreno tuvo que esperar a la década de los 80 del siglo XX. En esta sinfonía resulta notable la manera en la que se anticipan algunas de las características del sinfonismo mahleriano, especialmente en el tercer movimiento. El finale incluye referencias a la Primera sinfonía de Brahms. Mahler también hizo referencias a los lieder de Rott pero, lamentablemente, no han llegado hasta nosotros. En la actualidad, se sabe que compuso un Sexteto que Mahler no llegó a escuchar y que, igualmente, se ha perdido. Sí se conservan los bosquejos de una Segunda sinfonía que nunca llegó a ser concluida. En sus últimos años, Rott escribió una gran cantidad de música que él mismo destruyó a poco de ser escrita, alegando que no tenía ningún valor.
La música de Hans Rott cayó en el olvido a lo largo del siglo XX, y sólo se recuperó en 1989, fecha del estreno de su Sinfonía en mi mayor por la Cincinnati Philharmonia Orchestra bajo la batuta de Gerard Samuel.

## Discografía
- 1989: Hans Rott – Symphonie E-Dur, Cincinnati Philharmonia Orchestra, Gerhard Samuel, Hyperion CDA 66366
- 1992: Hans Rott – Symphonie E-Dur, Norrköping Symphony Orchestra, Leif Segerstam, BIS CD-563
- 2002: Hans Rott – Symphonie E-Dur / Pastorales Vorspiel, Radio Symphonieorchester Wien, Dennis Russell Davies, cpo 999 854-2
- 2003: Hans Rott – Symphonie E-Dur, Orchestre National de Montpellier, Friedemann Layer, AT 2001
- 2004: Hans Rott – Symphonie Nr. 1 E-Dur / Münchner Rundfunkorchester, Sebastian Weigle, ARTE NOVA Classics 82876 57748 2
- 2004: Hans Rott – Symphonie Nr. 1 E-Dur, Philharmonisches Orchester des Staatstheaters Mainz, Catherine Rückwardt, acousence ACO-CD20104
- 2005: Hans Rott – Suite in E-Dur Philharmonisches Orchester Hagen, Antony Hermus, acousence ACO-CD 20305
- 2005: Hans Rott – Symphonie für Streichorchester / Streichquartett c-Moll, Philharmonisches Orchester des Staatstheaters Mainz, Enrico Delamboye, Mainzer Streichquartett, acousence ACO-CD 20205
- 2010: Hans Rott - Sinfonie Nr 1 E-Dur / Suite für Orchester B-Dur. Frankfurt Radio Symphony Orchestra, Paavo Järvi, RCA RED SEAL 8 86919 63192

## Literatura en alemán
- Uwe Harten: Hans Rott (1858–1884). Biographie, Briefe, Aufzeichnungen und Dokumente aus dem Nachlaß von Maja Loehr (1888–1964). Verlag der Österreichischen Akademie der Wissenschaften, Wien 2000, ISBN 3-7001-2943-2.
- Helmuth Kreysing, Frank Litterscheid: Mehr als Mahlers Nullte! Der Einfluß der E-Dur-Sinfonie Hans Rotts auf Gustav Mahler. In: Heinz-Klaus Metzger, Rainer Riehn (Hrsg.): Gustav Mahler – Der unbekannte Bekannte, Musik-Konzepte 91, München 1996, ISBN 3-88377-521-5, S. 46 ff.
- Heinz-Klaus Metzger,  Rainer Riehn (Hrsg.): Hans Rott – Der Begründer der neuen Symphonie.  Mit Beiträgen von Helmuth Kreysing, Frank Litterscheid und Maja Loehr. Musik-Konzepte 103/104, München 1999, ISBN 3-88377-608-4.
- Johannes Volker Schmidt: Hans Rott – Leben und Werk. Studien und Materialien zur Musikwissenschaft, Band 59. Georg Olms Verlag, Hildesheim, Zürich, New York 2010, ISBN 978-3-487-14222-7.